# Göteborg község
Göteborg község (svédül: Göteborgs kommun) Svédország 290 községének egyike. A község jelenlegi formáját 1974-ben nyerte el.

## Települései
A községben 22 település (tätort) található. A települések és népességük:
| Település        | Népesség | Megjegyzés         |
| ---------------- | -------- | ------------------ |
| Göteborg         |          | a község székhelye |
| Andalen          |          |                    |
| Angered          |          |                    |
| Asperö           |          |                    |
| Billdal          |          |                    |
| Björlanda        |          |                    |
| Brännö           |          |                    |
| Donsö            |          |                    |
| Gundal och Högås |          |                    |
| Hjuvik           |          |                    |
| Kvisljungeby     |          |                    |
| Låssby           |          |                    |
| Mysterna         |          |                    |
| Nolvik           |          |                    |
| Olofstorp        |          |                    |
| Rödbo            |          |                    |
| Styrsö           |          |                    |
| Säve             |          |                    |
| Torslanda        |          |                    |
| Trulsegården     |          |                    |
| Tumlehed         |          |                    |
| Vrångö           |          |                    |

## Külső hivatkozások
- Hivatalos honlap (svéd, angol)